# Castillo de Saint Chartier
El castillo de Saint-Chartier está situado en la comuna francesa de su nombre Saint-Chartier en Departamento de Indre, región Centro.
(Con base en el artículo de Wikipedia en francés.)
Compuesto por una fortaleza originalmente flanqueada por cuatro torres en las esquinas y con un patio. En el parque aún se mantiene una galería porticada del siglo XV.
Este castillo sirve de fondo para la novela de George Sand "Los maestros gaiteros" (Les Maîtres Sonneurs).
Hasta el año 2008, durante 32 años fue la sede del evento folclórico "Rencontres Internationales de Luthiers et Maîtres Sonneurs". 

## Geografía

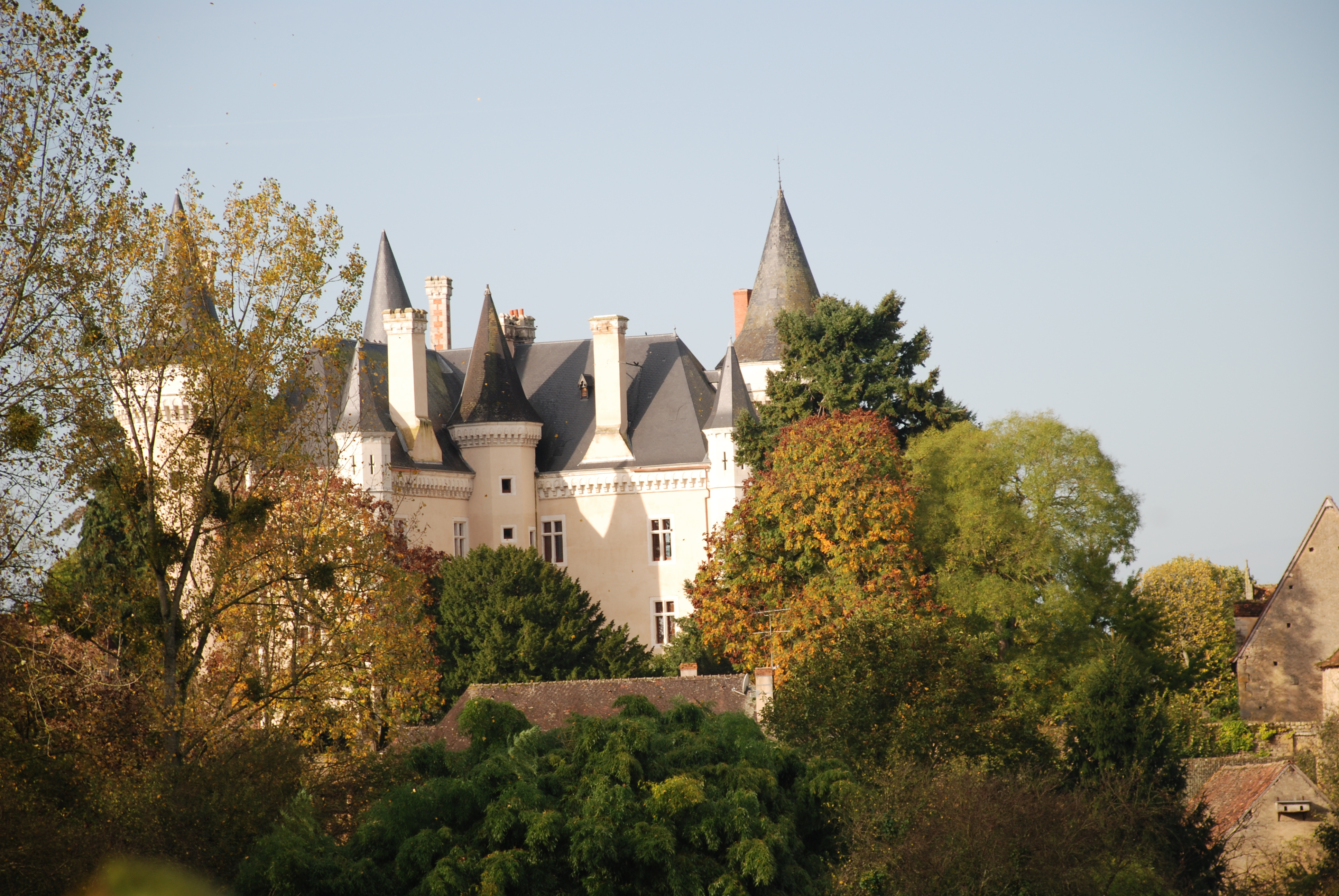
Las torres del Castillo en otoño.

### Ubicación
El castillo está situado en el campo de Boischaut Sur.

## Historia
El antiguo castillo fue completado por el arzobispo de Bourges ( Bourges Léodegaire ) hacia el año  1102.
A finales del siglo XII en este sitio estuvo la residencia favorita de Lady Denise de Déols y Châteauroux (1173 - 1207), a quien, viuda a los dieciséis años, el rey Ricardo Corazón de León la dio en matrimonio a André Chauvigny, al servicio de los reyes de Inglaterra, 1189. Constituyó parte de la dote entregada por la dama, junto con otras tierras de Saint-Chartier, La Chatre, Le Châtelet, Châteauroux, etc.
Los Chauvigny reconstruyeron la torre del homenaje en el siglo XIV y la casa en el XV.
Durante el reinado de Luis XVI, el castillo sufrió algunos cambios para el uso de los establos.
En la época de Napoleón, los encargados del castillo intentaron incendiarlo para evitar que los prisioneros de guerra infectados por el tifo propagaran la enfermedad, pero no se llevó a cabo. 
Algunas partes que habían sido destruidas durante el llamado período de la Restauración (entre 1815 y 1830) fueron acondicionadas para albergar a los caballos. De esa época data la cría de caballos de raza en esta región.
En "Historia de mi vida", la escritora George Sand hace esta descripción del castillo como se encontraba a mediados del siglo XIX:

Había grandes habitaciones y una chimenea enorme que recuerdo perfectamente. Este castillo es famoso en la historia. Fue el más fuerte en la provincia, y durante mucho tiempo fue residencia de los príncipes del país del Bajo Berry... Sitiado por Felipe Augusto en persona. Tiempos después seguía ocupado por los británicos y retomado en la época de las guerras de Carlos VII. Era una inmensa plaza flanqueada por cuatro grandes torres. El propietario, cansado de mantenerlo, quiso abatirlo para vender los materiales. Se las arregló para eliminar la estructura y colapsaron las paredes interiores y tabiques. Pero no pudo con las torres construidas con cemento romano, y le fue imposible destruir las chimeneas. Ellas aún están en pie, levantando sus largas pipas de cuarenta pies en el aire. Desde hace treinta años ni las tormentas o las heladas hayan desprendido un solo ladrillo. En definitiva, es una ruina hermosa que enfrenta valiente al tiempo y a los hombres una y otra vez durante muchos siglos. La base es de construcción romana, el cuerpo del edificio se remonta a los primeros días del feudalismo...
Historia de mi vida, George Sand

Fue restaurado en 1880. 

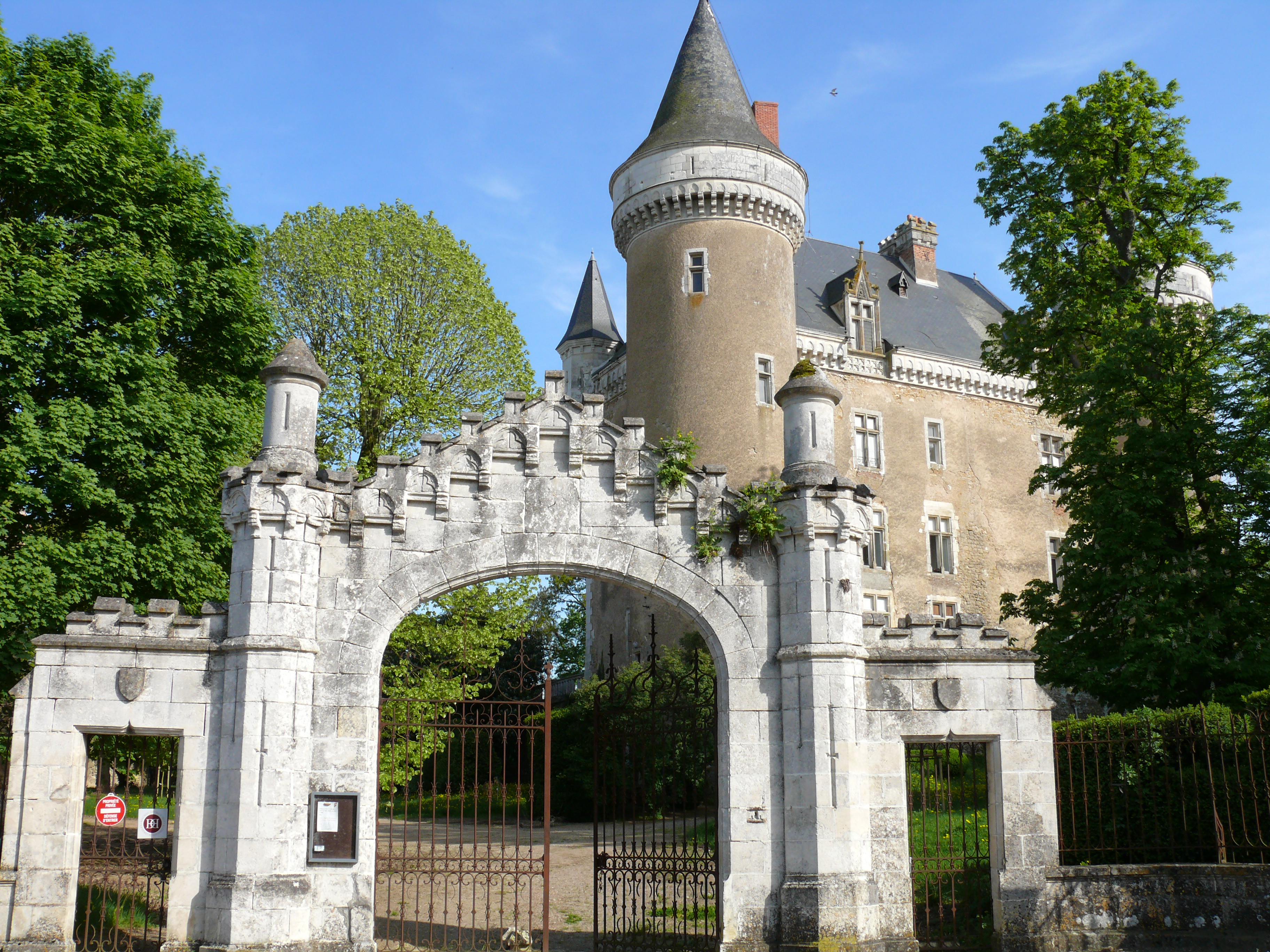
Entrada al castillo

Víctima de un incendio en la primera mitad del siglo XX, perdió parte de las torres.
Fue declarado Monumento Histórico de Francia el 14 de febrero de 1989.
Su último propietario inició una completa restauración en el 2009.

## Arquitectura
- Tipo de construcción: albañilería de soporte de carga
- Uso: Castillo
- Estilo: Gótico
- Paredes: muralla con torres.
- Columnatas: Subsiste una columnata con arcos de madera excepcionales.

El interés arquitectónico del edificio se encuentra alrededor de una gran torre, un foro y una galería de jardín, con sus fortificaciones.

## El Castillo de Saint Chartier en la literatura

### El castillo de Saint-Chartier, por Georges Sand.
"[...] Íbamos a misa todos los domingos [...] y llevábamos nuestro almuerzo para comer después de la misa, en el antiguo castillo de Saint-Chartier cerca de la iglesia. Este castillo era vigilado por una anciana que nos recibió en las vastas salas de la abandonada y vieja mansión, y mi madre tomó delicia para pasar parte del día. Lo que más me impresionó fue el fantástico aspecto de la anciana, que era sin embargo una verdadera campesina, pero no tenía en cuenta los domingos, e hizo girar su rueca ese día con mucha actividad como entre semana, a pesar de la observación del descanso es una de las más rigurosas costumbres de los campesinos del valle Negro. Esta vieja había servido a algún señor del pueblo y filósofo Voltaire? No sé. He olvidado su nombre, pero no el aspecto imponente del castillo, ya que era varios años después de ese tiempo. Era un escenario horrible, complet0 y muy habitable, aunque despojado de muebles. Había enormes salas, enormes chimeneas y olvidados que recuerdo perfectamente. Este castillo es famoso en la historia del país. Era el más fuerte de la provincia, y por largo tiempo fue la residencia de los príncipes de los países del bajo Berry. Éste fue sitiado por Felipe Augusto en persona, y más tarde aún estuvo ocupado por los ingleses y llevado sobre ellos en la época de Carlos VII. Es una gran plaza flanqueada por cuatro torres enormes. El propietario, cansado de la charla, quería destruirlo para vender los materiales. Se las arreglaron para eliminar la estructura y contraer todas las mamparas y las paredes interiores. Pero no pudieron comenzar las torres construidas de cemento romano, y las chimeneas eran imposibles de demoler. Ellas se mantienen en pie, levantando sus largos tubos de cuarenta pies en el aire, sin embargo, desde hace treinta años, con las tormentas o nevadas sólo un ladrillo se ha desprendido. En resumen, se trata de una magnífica ruina que desafía al tiempo y a los hombres durante muchos siglos todavía. La base es de construcción romana, el cuerpo del edificio es de los primeros rtiemposdel feudalismo.
Fue un viaje mientras que ir a Saint-Chartier. Los caminos eran intransitables durante nueve meses del año. Había que ir a través de los senderos de la pradera, o correr el riesgo de la mala burra, que permaneció más de una vez plantada en la arcilla con su carga. Hoy en día un magnífico rodeado de bonitos árboles de carreteras nosotros, allí en quince minutos. Pero el castillo de mí una impresión mucho más viva hecha ya que tenía más problemas para llegar allí."
George Sand en "Historia de mi vida" p.279. ed. de París: Calmann-Lévy, 1879 [La escritura se comenzó en 1847]
El texto completo, libre de derechos, es localizable en el sitio de la BNF) <http://gallica.bnf.fr/>

## Leyendas el Castillo de Saint-Chartier
- El Cocadrillo de Saint-Chartier. o Galliserpiente
- El tesoro enterrado de Napoleón.

## Galería de imágenes

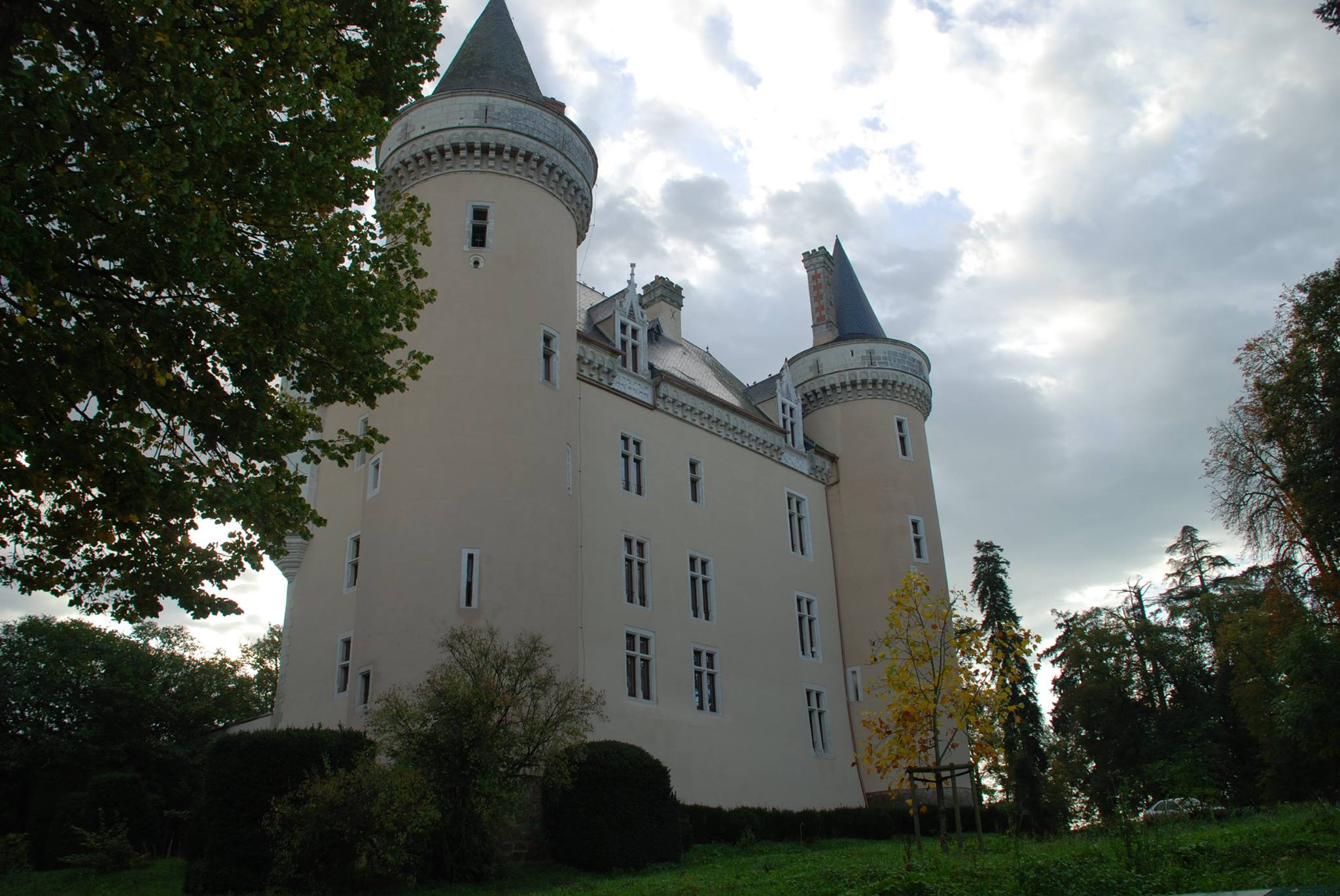
Vista del Castillo de Saint-Chartier
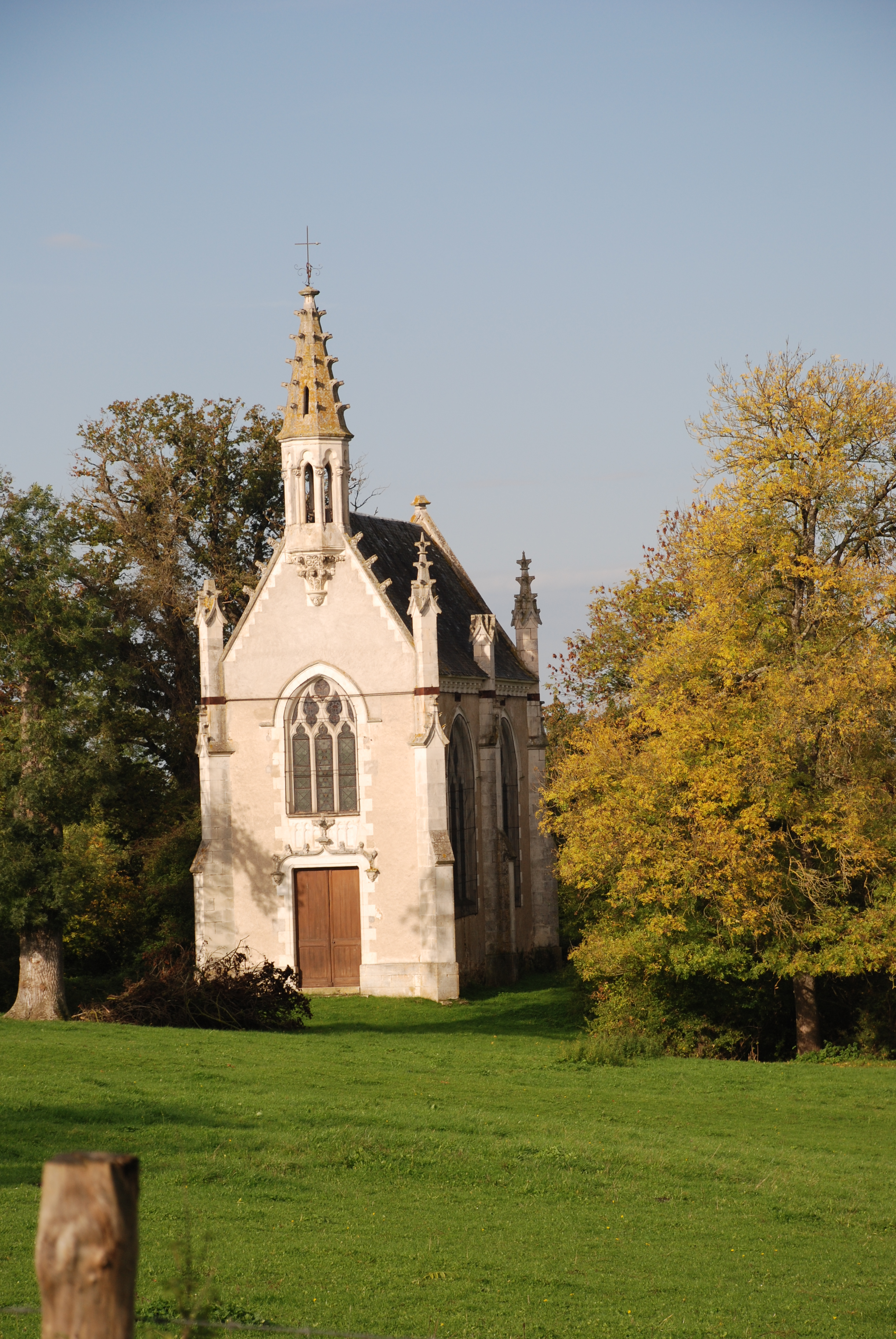
Vista del Castillo de Saint-Chartier. La capilla
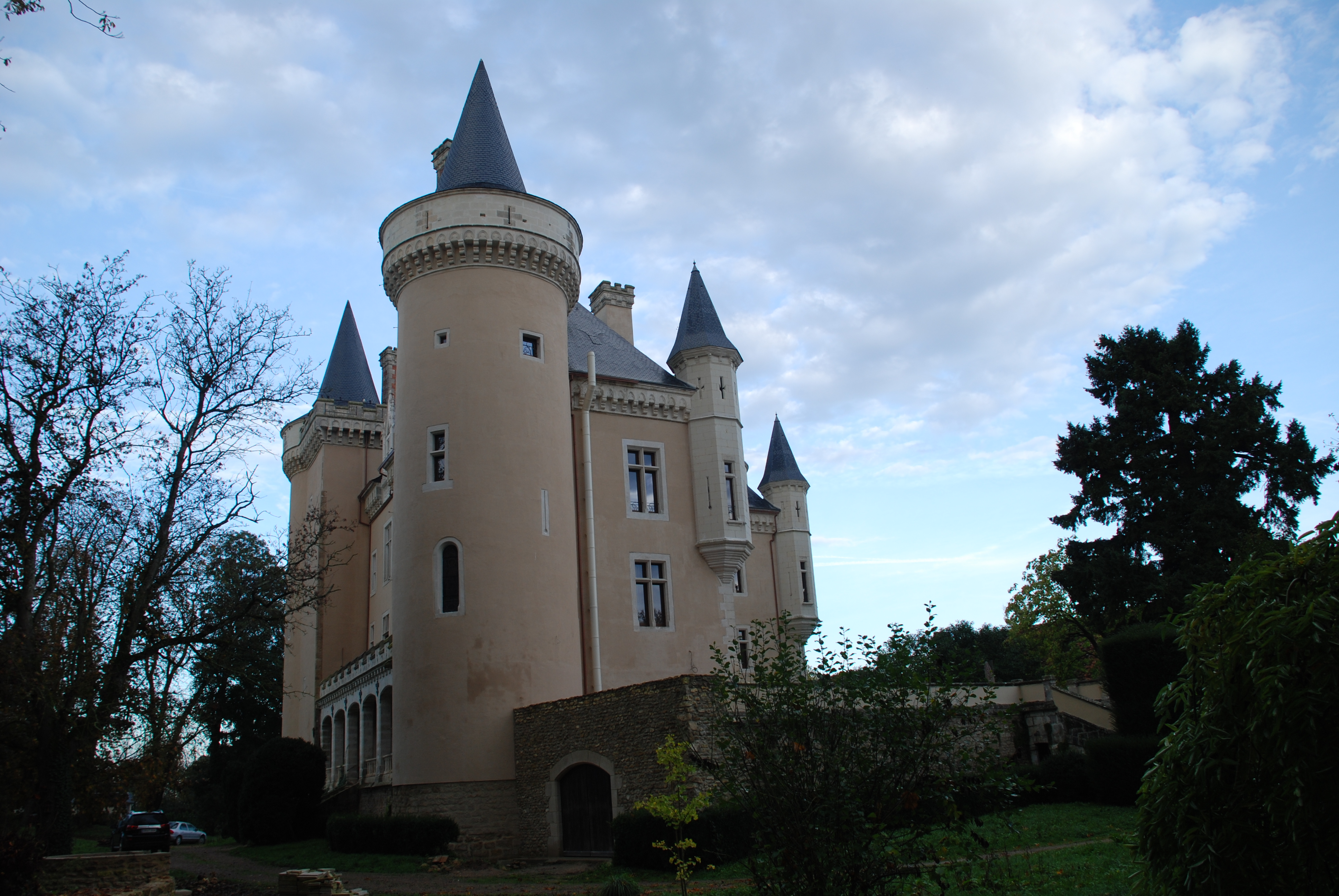
Torres del Castillo de Saint-Chartier.
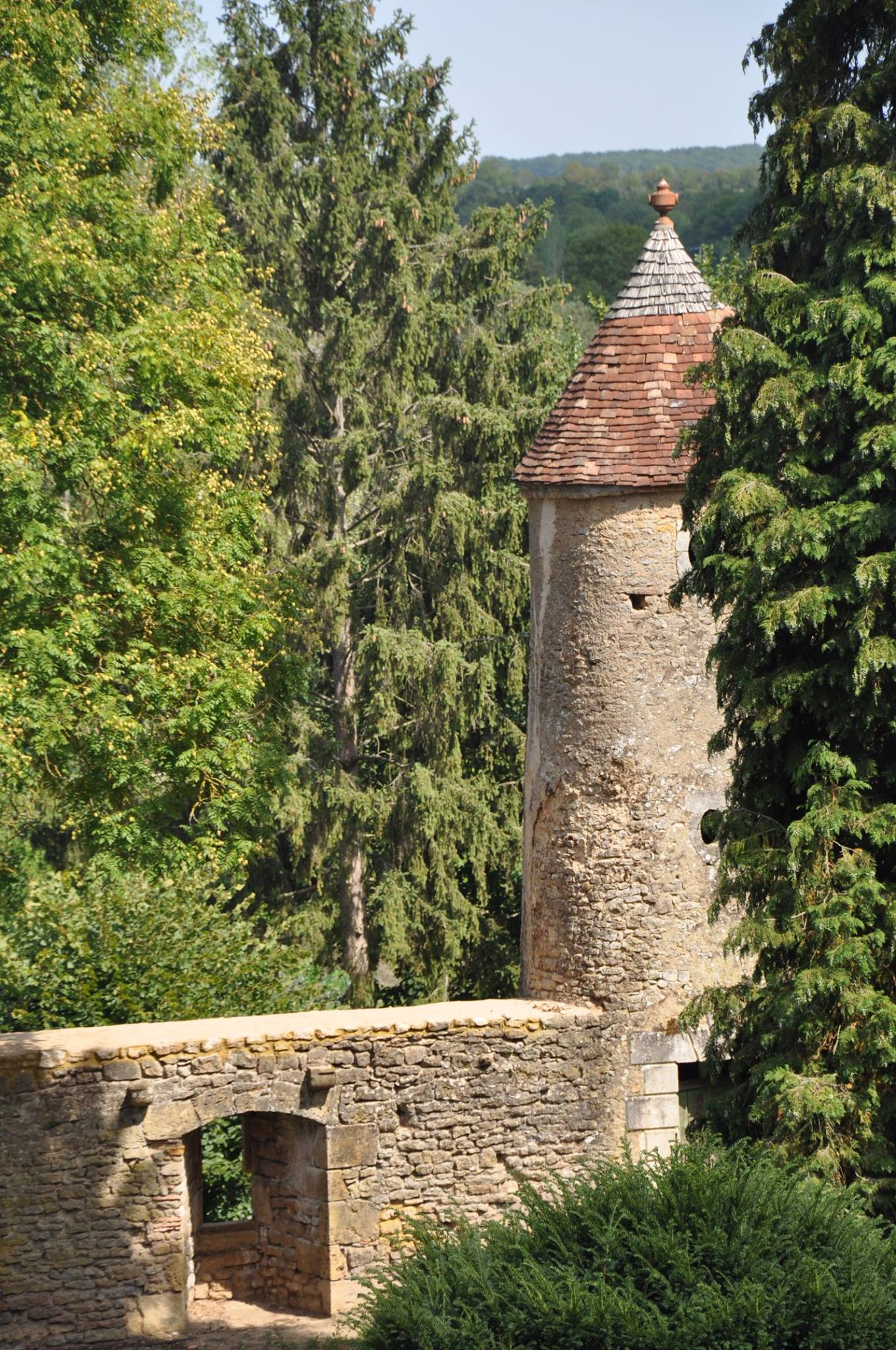
Torres del Castillo de Saint-Chartier
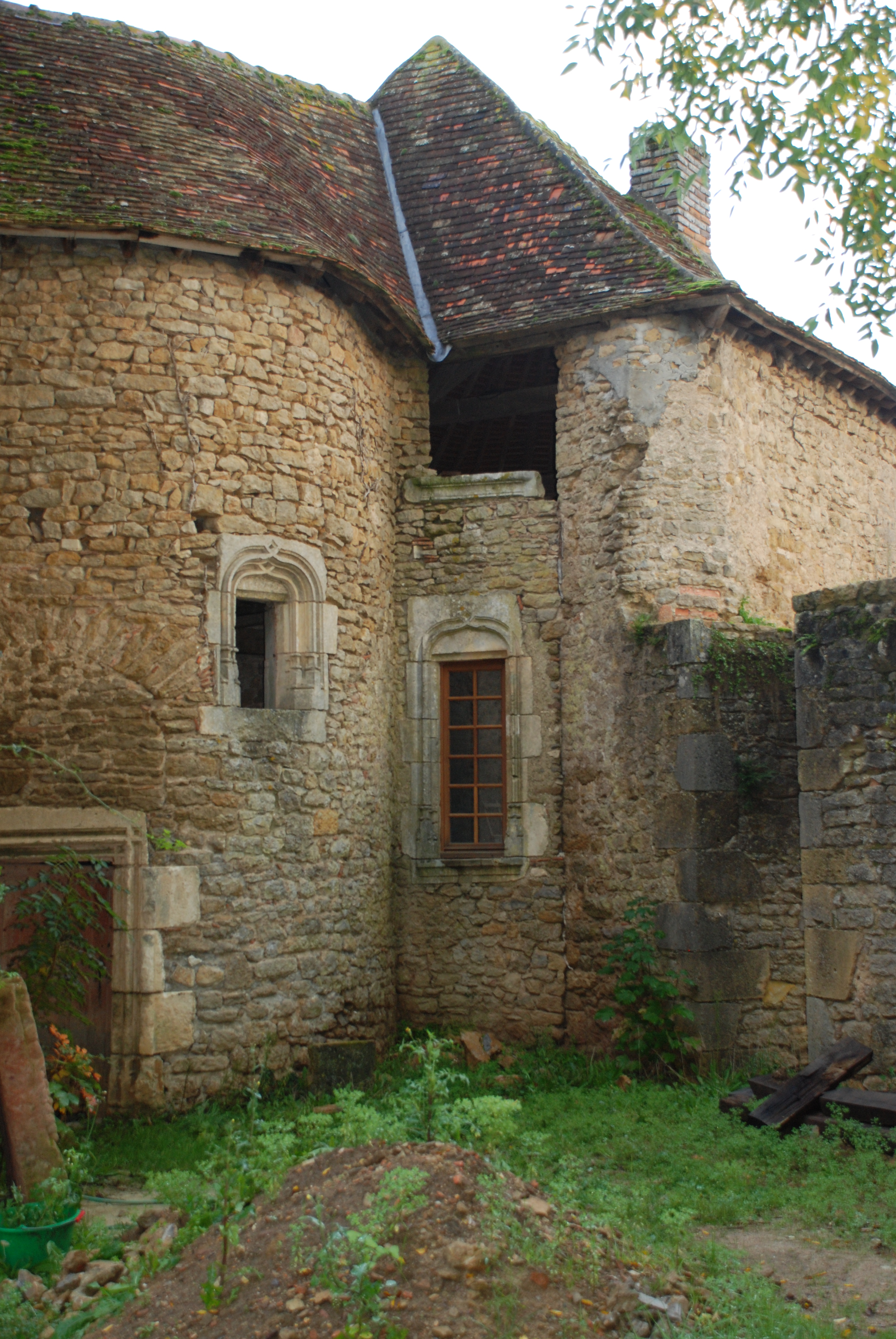
Muros del Castillo de Saint-Chartier
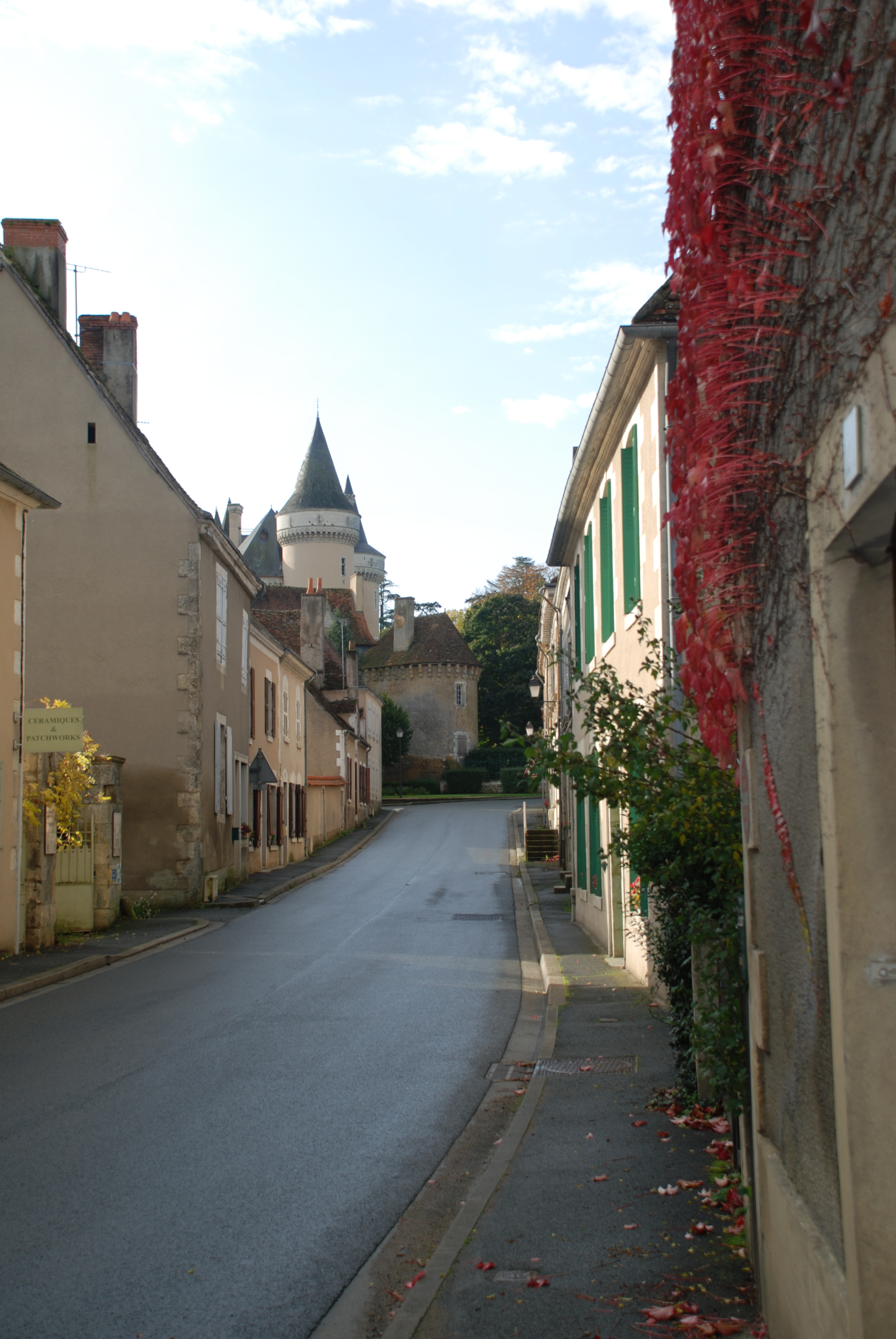
Vista del Castillo de Saint-Chartier, desde las afueras.
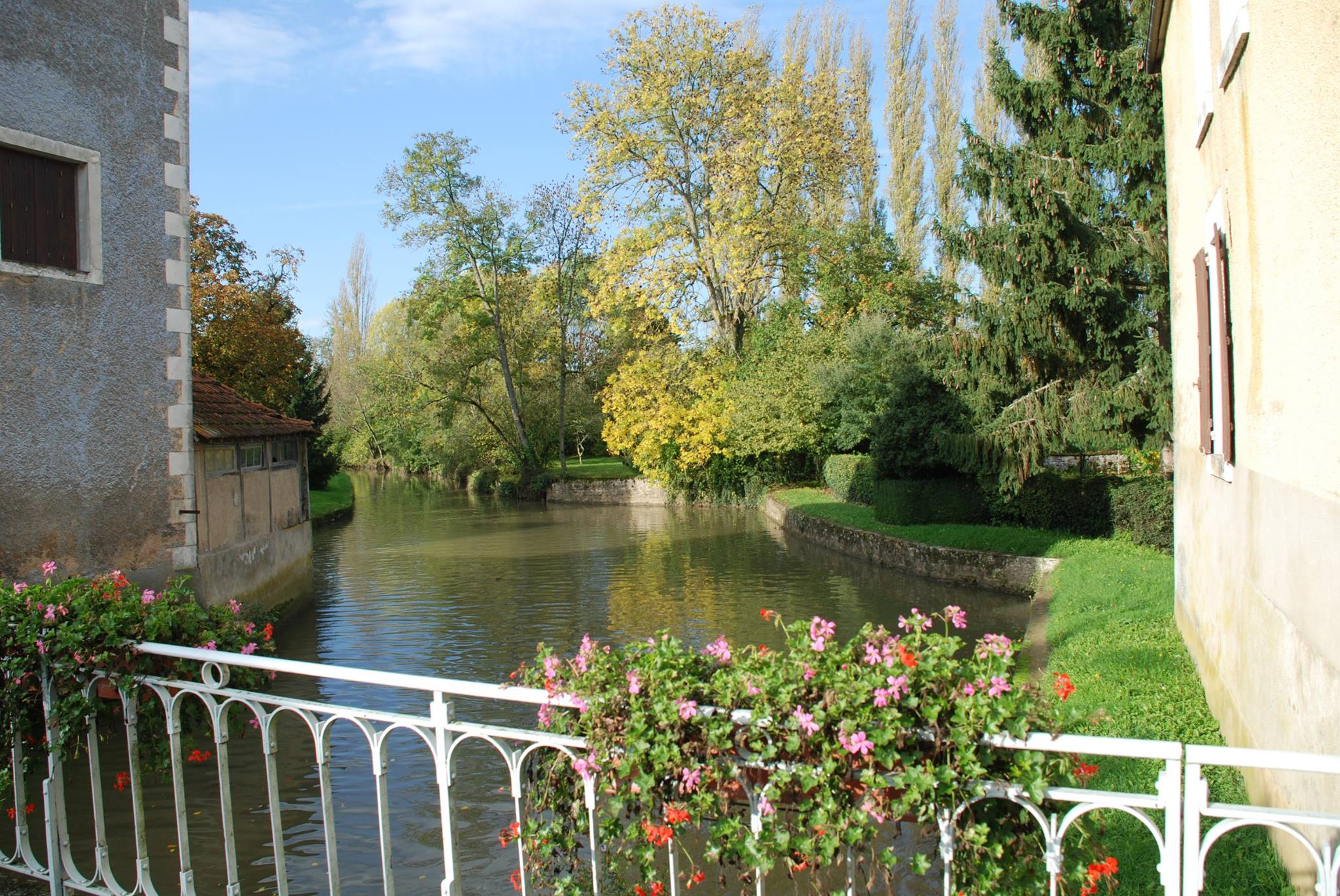
Vista del Castillo de Saint-Chartier. Jardines